# Euthalia bangkana
Euthalia bangkana är en fjärilsart som beskrevs av Hans Fruhstorfer 1907. Euthalia bangkana ingår i släktet Euthalia och familjen praktfjärilar. Inga underarter finns listade i Catalogue of Life.